# Andrea Lekić
Andrea Lekić (serbisch-kyrillisch Андреа Лекић; * 6. September 1987 in Belgrad, SFR Jugoslawien) ist eine ehemalige serbische Handballspielerin. Im Januar 2014 wurde sie zur Welthandballerin 2013 gewählt.

## Karriere

### Im Verein
Andrea Lekić begann das Handballspielen im Jahre 1998 bei ORK Belgrad. 2005 wechselte die Rückraumspielerin zu ŽRK Radnički Belgrad. Lekić schloss sich ein Jahr später ŽRK Knjaz Miloš aus Aranđelovac an, mit dem sie 2007 die serbische Meisterschaft gewann. Daraufhin wechselte die Serbin zum slowenischen Spitzenverein RK Krim, für den sie vier Jahre auflief. In jeder dieser Spielzeiten gewann sie sowohl die slowenische Meisterschaft als auch den slowenischen Pokal. Ihre nächste Station war der ungarische Verein Győri ETO KC. Mit Győri feierte sie 2012 und 2013 den ungarischen Meistertitel, 2012 und 2013 den ungarischen Pokalsieg sowie 2013 den Gewinn der EHF Champions League. Ab der Saison 2013/14 ging Lekić für den mazedonischen Verein ŽRK Vardar SCBT auf Torejagd, mit dem sie 2014, 2015, 2016, 2017 und 2018 die Meisterschaft sowie 2014, 2015, 2016, 2017 und 2018 den mazedonischen Pokal gewann. Ab der Saison 2018/19 stand sie beim rumänischen Erstligisten CSM Bukarest unter Vertrag. Mit Bukarest gewann sie 2019 den rumänischen Pokal. In der Saison 2020/21 lief sie für den montenegrinischen Verein ŽRK Budućnost Podgorica auf. Mit Budućnost gewann sie 2021 sowohl die montenegrinische Meisterschaft als auch den montenegrinischen Pokal. Anschließend kehrte sie zum slowenischen Erstligisten RK Krim zurück. Mit Krim gewann sie 2022 sowohl die slowenische Meisterschaft als auch den slowenischen Pokal.
Lekić stand ab der Saison 2022/23 beim ungarischen Erstligisten Ferencváros Budapest unter Vertrag. Mit Ferencváros gewann sie 2023, 2024 und 2025 den ungarischen Pokal, 2024 die ungarische Meisterschaft und stand 2023 im Finale der EHF Champions League. Nach der Saison 2024/25 beendete sie ihre Karriere.

### In der Nationalmannschaft
Andrea Lekić gehörte dem Kader der serbischen Nationalmannschaft an. Mit der serbischen Auswahl nahm sie 2006, 2008, 2010 sowie 2012 an der Europameisterschaft teil. Bei der EM 2012 wurde sie in das Allstar-Team gewählt. Bei der Weltmeisterschaft 2013 gewann die Serbin die Silbermedaille.

### Beachhandball
Lekić nahm im Jahr 2006 mit der serbisch-montenegrinischen Beachhandballnationalmannschaft an der Beachhandball-Europameisterschaft teil. Sie wurde bei diesem Turnier als beste Torschützin ins All-Star-Team des Turniers aufgenommen.